# The Abattoir Blues Tour
The Abattoir Blues Tour es el segundo álbum en directo del grupo australiano Nick Cave & The Bad Seeds, publicado por la compañía discográfica Mute Records en enero de 2007. La edición deluxe incluyó dos CD y dos DVD.

## Lista de canciones
| Disco uno |                      |          |  |
| N.º       | Título               | Duración |  |
| 1.        | «O Children»         | 6:59     |  |
| 2.        | «Hiding All Away»    | 6:23     |  |
| 3.        | «Breathless»         | 3:36     |  |
| 4.        | «Get Ready for Love» | 4:59     |  |
| 5.        | «Red Right Hand»     | 5:24     |  |
| 6.        | «The Ship Song»      | 4:09     |  |
| 7.        | «The Weeping Song»   | 4:39     |  |
| 8.        | «Stagger Lee»        | 8:44     |  |
| 44:50     |                      |          |  |

| Disco dos |                                      |          |  |
| N.º       | Título                               | Duración |  |
| 1.        | «Carry Me»                           | 4:49     |  |
| 2.        | «Let the Bells Ring»                 | 4:55     |  |
| 3.        | «Easy Money»                         | 7:08     |  |
| 4.        | «Supernaturally»                     | 5:13     |  |
| 5.        | «Babe, You Turn Me On»               | 5:08     |  |
| 6.        | «There She Goes, My Beautiful World» | 5:29     |  |
| 7.        | «God Is in the House»                | 4:46     |  |
| 8.        | «Deanna»                             | 3:43     |  |
| 9.        | «Lay Me Low»                         | 5:49     |  |
| 46:56     |                                      |          |  |

| DVD: The Brixton Academy, Londres (11/11/2004) |                                      |          |  |
| N.º                                            | Título                               | Duración |  |
| 1.                                             | «Hiding All Away»                    |          |  |
| 2.                                             | «Messiah Ward»                       |          |  |
| 3.                                             | «Easy Money»                         |          |  |
| 4.                                             | «Supernaturally»                     |          |  |
| 5.                                             | «The Lyre of Orpheus»                |          |  |
| 6.                                             | «Babe, You Turn Me On»               |          |  |
| 7.                                             | «Nature Boy»                         |          |  |
| 8.                                             | «Get Ready for Love»                 |          |  |
| 9.                                             | «Carry Me»                           |          |  |
| 10.                                            | «There She Goes, My Beautiful World» |          |  |
| 11.                                            | «God Is in the House»                |          |  |
| 12.                                            | «Red Right Hand»                     |          |  |
| 13.                                            | «The Ship Song»                      |          |  |
| 14.                                            | «Stagger Lee»                        |          |  |

| DVD: Hammersmith Apollo, Londres (07/06/2003) |                                                   |          |  |
| N.º                                           | Título                                            | Duración |  |
| 1.                                            | «Wonderful Life»                                  |          |  |
| 2.                                            | «Nobody's Baby Now»                               |          |  |
| 3.                                            | «Bring It On»                                     |          |  |
| 4.                                            | «Sad Waters»                                      |          |  |
| 5.                                            | «Watching Alice»                                  |          |  |
| 6.                                            | «Christina the Astonishing»                       |          |  |
| 7.                                            | «Wild World»                                      |          |  |
| 8.                                            | «Bring it On» (Video)                             |          |  |
| 9.                                            | «Babe, I'm on Fire» (Video)                       |          |  |
| 10.                                           | «Nature Boy» (Video)                              |          |  |
| 11.                                           | «Breathless» (Video)                              |          |  |
| 12.                                           | «Get Ready for Love» (Video)                      |          |  |
| 13.                                           | «Abattoir Blues/The Lyre of Orpheus» (Documental) |          |  |

## Personal
- Nick Cave: voz y piano
- Martyn P. Casey: bajo
- Warren Ellis: violín, mandolina, bouzouki y flauta
- Mick Harvey: guitarra y bouzouki
- James Johnston: órgano y guitarra
- Conway Savage: piano
- Jim Sclavunos: batería y percusión
- Thomas Wydler: batería y percusión
- Chris Bailey: voz invitada en "Bring It On"
- Blixa Bargeld: guitarra en videos de "Bring it On" y "Babe, I'm On Fire"